# Bengalia tibiaria
Bengalia tibiaria este o specie de muște din genul Bengalia, familia Calliphoridae, descrisă de Villeneuve în anul 1926. Conform Catalogue of Life specia Bengalia tibiaria nu are subspecii cunoscute.